# National Hockey League 1976-1977
La stagione 1976-1977 è stata la 60ª edizione della National Hockey League. La stagione regolare iniziò il 5 ottobre 1976 e si concluse il 3 aprile 1977, mentre i playoff della Stanley Cup terminarono il 5 maggio 1977. I Vancouver Canucks ospitarono l'NHL All-Star Game presso il Pacific Coliseum il 25 gennaio 1977. I Montreal Canadiens sconfissero i Boston Bruins nella finale di Stanley Cup per 4-0, conquistando il secondo titolo consecutivo, il ventesimo nella storia della franchigia canadese.
Prima dell'inizio della stagione due franchigie della NHL si trasferirono in altre città a causa degli scarsi risultati e per problemi societari: i Kansas City Scouts lasciarono Kansas City per andare a Denver, dove cambiarono il proprio nome in Colorado Rockies, mentre i California Golden Seals lasciarono Oakland per andare a Cleveland dove assunsero il nome di Cleveland Barons. L'ultimo trasferimento di una squadra risaliva al 1934, quando gli Ottawa Senators diventarono i St. Louis Eagles.
Per la seconda stagione consecutiva i Montreal Canadiens stabilirono i nuovi record della NHL per numero di vittorie e punti totali, arrivando al termine della stagione regolare a 60 vittorie su 80 partite con un bottino di 132 punti, pari all'82,5% dei punti disponibili e con un vantaggio di ben 20 punti sui secondi classificati, i Philadelphia Flyers.

## Squadre partecipanti
- Atlanta Flames
- Boston Bruins
- Buffalo Sabres
- Chicago Blackhawks
- Cleveland Barons
- Colorado Rockies
- Detroit Red Wings
- Los Angeles Kings
- Minnesota North Stars

- Montreal Canadiens
- New York Islanders
- New York Rangers
- Philadelphia Flyers
- Pittsburgh Penguins
- St. Louis Blues
- Toronto Maple Leafs
- Vancouver Canucks
- Washington Capitals

## Pre-season

### NHL Amateur Draft
L'Amateur Draft si tenne il 1º giugno 1976 presso gli uffici della National Hockey League di Montréal, in Québec. I Washington Capitals nominarono come prima scelta assoluta il difensore canadese Rick Green. Altri giocatori rilevanti all'esordio in NHL furono Don Murdoch, Bernie Federko, Randy Carlyle e Mike Liut.

### Canada Cup
La Canada Cup 1976 fu la prima edizione della Canada Cup, torneo per nazionali riconosciuto dalla IIHF, dalla NHL e da Hockey Canada. La competizione si svolse fra il 2 e il 15 settembre 1976; per l'occasione furono invitate 6 nazionali americane ed europee, mentre le partite si svolsero in 6 diverse città nordamericane. Nella finale si impose la nazionale del Canada sconfiggendo la Cecoslovacchia per 6-0 e 5-4.

## Stagione regolare

### Classifiche
= Qualificata per i playoff,       = Vincitore del Prince of Wales Trophy,       = Vincitore del Clarence S. Campbell Bowl, ( ) = Posizione nei playoff

#### Prince of Wales Conference
Adams Division
|    |                         | PG | V  | S  | N  | GF  | GS  | PT  |
| -- | ----------------------- | -- | -- | -- | -- | --- | --- | --- |
| 1. | Boston Bruins (3)       | 80 | 49 | 23 | 8  | 312 | 240 | 106 |
| 2. | Buffalo Sabres (5)      | 80 | 48 | 24 | 8  | 301 | 220 | 104 |
| 3. | Toronto Maple Leafs (8) | 80 | 33 | 32 | 15 | 301 | 285 | 81  |
| 4. | Cleveland Barons        | 80 | 25 | 42 | 13 | 240 | 292 | 63  |

Norris Division
|    |                         | PG | V  | S  | N  | GF  | GS  | PT  |
| -- | ----------------------- | -- | -- | -- | -- | --- | --- | --- |
| 1. | Montreal Canadiens (1)  | 80 | 60 | 8  | 12 | 387 | 171 | 132 |
| 2. | Los Angeles Kings (6)   | 80 | 34 | 31 | 15 | 271 | 241 | 83  |
| 3. | Pittsburgh Penguins (7) | 80 | 34 | 33 | 13 | 240 | 252 | 81  |
| 4. | Washington Capitals     | 80 | 24 | 42 | 14 | 221 | 307 | 62  |
| 5. | Detroit Red Wings       | 80 | 16 | 55 | 9  | 183 | 309 | 41  |

#### Clarence Campbell Conference
Patrick Division
|    |                         | PG | V  | S  | N  | GF  | GS  | PT  |
| -- | ----------------------- | -- | -- | -- | -- | --- | --- | --- |
| 1. | Philadelphia Flyers (2) | 80 | 48 | 16 | 16 | 323 | 213 | 112 |
| 2. | New York Islanders (4)  | 80 | 47 | 21 | 12 | 288 | 193 | 106 |
| 3. | Atlanta Flames (9)      | 80 | 34 | 34 | 12 | 264 | 265 | 80  |
| 4. | New York Rangers        | 80 | 29 | 37 | 14 | 272 | 310 | 72  |

Smythe Division
|    |                            | PG | V  | S  | N  | GF  | GS  | PT |
| -- | -------------------------- | -- | -- | -- | -- | --- | --- | -- |
| 1. | St. Louis Blues (10)       | 80 | 32 | 39 | 9  | 239 | 276 | 73 |
| 2. | Minnesota North Stars (11) | 80 | 23 | 39 | 18 | 240 | 310 | 64 |
| 3. | Chicago Blackhawks (12)    | 80 | 26 | 43 | 11 | 240 | 298 | 63 |
| 4. | Vancouver Canucks          | 80 | 25 | 42 | 13 | 235 | 294 | 63 |
| 5. | Colorado Rockies           | 80 | 20 | 46 | 14 | 226 | 307 | 54 |

### Statistiche

#### Classifica marcatori
La seguente lista elenca i migliori marcatori al termine della stagione regolare.

| Giocatore         | Squadra               | PG | G  | A  | Pt  | +/- | MP |
| ----------------- | --------------------- | -- | -- | -- | --- | --- | -- |
| Guy Lafleur       | Montreal Canadiens    | 80 | 56 | 80 | 136 | +89 | 20 |
| Marcel Dionne     | Los Angeles Kings     | 80 | 53 | 69 | 122 | +10 | 12 |
| Stephen Shutt     | Montreal Canadiens    | 80 | 60 | 45 | 105 | +88 | 28 |
| Richard Macleish  | Philadelphia Flyers   | 79 | 49 | 48 | 97  | +46 | 42 |
| Gilbert Perreault | Buffalo Sabres        | 80 | 39 | 56 | 95  | +10 | 30 |
| Tim Young         | Minnesota North Stars | 80 | 29 | 66 | 95  | -32 | 58 |
| Jean Ratelle      | Boston Bruins         | 78 | 33 | 61 | 94  | +19 | 22 |
| Lanny McDonald    | Toronto Maple Leafs   | 80 | 46 | 44 | 90  | +12 | 77 |
| Darryl Sittler    | Toronto Maple Leafs   | 73 | 38 | 52 | 90  | +8  | 89 |
| Bobby Clarke      | Philadelphia Flyers   | 80 | 27 | 63 | 89  | +39 | 72 |

#### Classifica portieri
La seguente lista elenca i migliori portieri al termine della stagione regolare.

| Giocatore        | Squadra             | PG | Min  | V  | S  | P  | GS  | SO | MGS  |
| ---------------- | ------------------- | -- | ---- | -- | -- | -- | --- | -- | ---- |
| Michel Larocque  | Montreal Canadiens  | 26 | 1525 | 19 | 2  | 4  | 53  | 4  | 2.09 |
| Ken Dryden       | Montreal Canadiens  | 56 | 3275 | 41 | 6  | 8  | 117 | 10 | 2.14 |
| Chico Resch      | New York Islanders  | 46 | 2711 | 26 | 13 | 6  | 103 | 4  | 2.28 |
| Billy Smith      | New York Islanders  | 36 | 2089 | 21 | 8  | 6  | 98  | 2  | 2.50 |
| Don Edwards      | Buffalo Sabres      | 25 | 1480 | 16 | 7  | 2  | 62  | 2  | 2.51 |
| Gerry Desjardins | Buffalo Sabres      | 49 | 2871 | 31 | 12 | 6  | 126 | 3  | 2.63 |
| Bernie Parent    | Philadelphia Flyers | 61 | 3525 | 35 | 13 | 12 | 159 | 5  | 2.71 |
| Rogatien Vachon  | Los Angeles Kings   | 68 | 4059 | 33 | 23 | 12 | 184 | 8  | 2.72 |
| Denis Herron     | Pittsburgh Penguins | 34 | 1920 | 15 | 11 | 5  | 94  | 1  | 2.94 |
| Dunc Wilson      | Pittsburgh Penguins | 45 | 2627 | 18 | 19 | 8  | 129 | 5  | 2.95 |

## Playoff

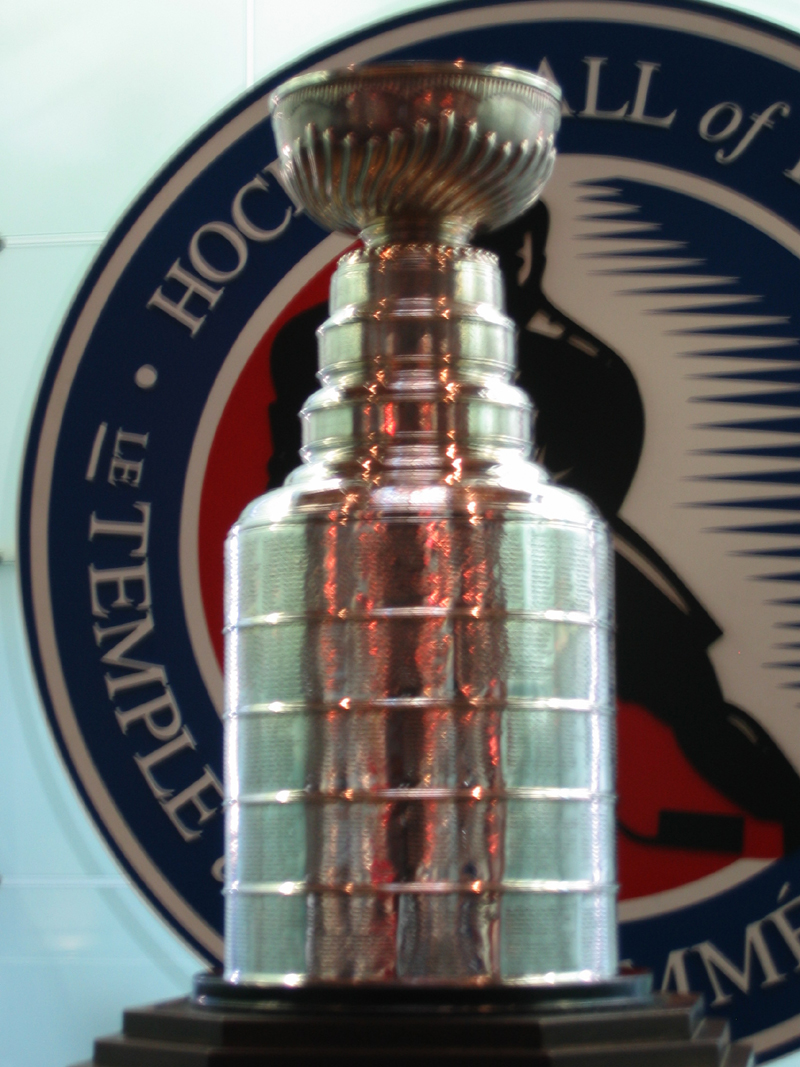
Il trofeo della Stanley Cup

Al termine della stagione regolare le migliori 12 squadre del campionato si sono qualificate per i playoff. I Montreal Canadiens ottennero il miglior record della lega con 132 punti.

### Tabellone playoff
Nel turno preliminare le formazioni che non hanno vinto le rispettive division si affrontano al meglio delle tre gare per accedere ai quarti di finale. Le quattro formazioni qualificate affrontano nei quarti di finale le vincitrici delle division in una serie al meglio delle sette sfide seguendo il formato 2-2-1-1-1. Al termine del primo e del secondo turno gli accoppiamenti sono ristabiliti in base alla posizione ottenuta in stagione regolare, con la squadra migliore accoppiata con quella peggiore. Anche nei turni successivi si gioca al meglio delle sette sfide con il formato 2-2-1-1-1: la squadra migliore in stagione regolare avrebbe disputato in casa Gara-1 e 2, (se necessario anche Gara-5 e 7), mentre quella posizionata peggio avrebbe giocato nel proprio palazzetto Gara-3 e 4 (se necessario anche Gara-6).
|  | Turno preliminare | Turno preliminare     | Turno preliminare   |                     |                    | Quarti di finale   | Quarti di finale | Quarti di finale   |   |   | Semifinali          | Semifinali | Semifinali |  |   | Finale Stanley Cup | Finale Stanley Cup | Finale Stanley Cup |
|  |                   |                       |                     |                     |                    |                    |                  |                    |   |   |                     |            |            |  |   |                    |                    |                    |
|  |                   |                       |                     |                     |                    |                    |                  |                    |   |   |                     |            |            |  |   |                    |                    |                    |
|  |                   | 1                     | Montreal Canadiens  | 4                   |                    |                    |                  |                    |   |   |                     |            |            |  |   |                    |                    |                    |
|  |                   |                       |                     | 4                   |                    |                    |                  |                    |   |   |                     |            |            |  |   |                    |                    |                    |
|  |                   |                       | 10                  | St. Louis Blues     | 0                  |                    |                  |                    |   |   |                     |            |            |  |   |                    |                    |                    |
|  |                   |                       | 10                  | St. Louis Blues     | 0                  |                    |                  |                    |   |   |                     |            |            |  |   |                    |                    |                    |
|  |                   |                       |                     |                     |                    |                    |                  |                    |   |   |                     |            |            |  |   |                    |                    |                    |
|  |                   |                       |                     |                     |                    |                    |                  |                    |   |   |                     |            |            |  |   |                    |                    |                    |
|  |                   |                       |                     |                     |                    |                    | 1                | Montreal Canadiens | 4 |   |                     |            |            |  |   |                    |                    |                    |
|  |                   |                       |                     |                     |                    |                    |                  |                    | 4 |   |                     |            |            |  |   |                    |                    |                    |
|  |                   | 4                     | New York Islanders  | 2                   |                    |                    |                  |                    |   |   |                     |            |            |  |   |                    |                    |                    |
|  | 4                 | 4                     | New York Islanders  | 2                   | New York Islanders | 2                  |                  |                    |   |   |                     |            |            |  |   |                    |                    |                    |
|  | 4                 |                       |                     |                     | New York Islanders | 2                  |                  |                    |   |   |                     |            |            |  |   |                    |                    |                    |
|  | 12                | Chicago Blackhawks    | 0                   |                     |                    |                    |                  |                    |   |   |                     |            |            |  |   |                    |                    |                    |
|  | 12                | Chicago Blackhawks    | 0                   |                     | 4                  | New York Islanders | 4                |                    |   |   |                     |            |            |  |   |                    |                    |                    |
|  |                   |                       |                     |                     | 4                  | New York Islanders | 4                |                    |   |   |                     |            |            |  |   |                    |                    |                    |
|  |                   |                       | 5                   | Buffalo Sabres      | 0                  |                    |                  |                    |   |   |                     |            |            |  |   |                    |                    |                    |
|  | 5                 | Buffalo Sabres        | 5                   | Buffalo Sabres      | 0                  | 2                  |                  |                    |   |   |                     |            |            |  |   |                    |                    |                    |
|  | 5                 | Buffalo Sabres        |                     |                     |                    | 2                  |                  |                    |   |   |                     |            |            |  |   |                    |                    |                    |
|  | 11                | Minnesota North Stars | 0                   |                     |                    |                    |                  |                    |   |   |                     |            |            |  |   |                    |                    |                    |
|  | 11                | Minnesota North Stars | 0                   |                     |                    |                    |                  |                    |   |   |                     |            |            |  | 1 | Montreal Canadiens | 4                  |                    |
|  |                   |                       |                     |                     |                    |                    |                  |                    |   |   |                     |            |            |  | 1 | Montreal Canadiens | 4                  |                    |
|  |                   | 3                     | Boston Bruins       | 0                   |                    |                    |                  |                    |   |   |                     |            |            |  |   |                    |                    |                    |
|  |                   | 3                     | Boston Bruins       | 0                   |                    |                    |                  |                    |   |   |                     |            |            |  |   |                    |                    |                    |
|  |                   |                       |                     |                     |                    |                    |                  |                    |   |   |                     |            |            |  |   |                    |                    |                    |
|  |                   |                       |                     |                     |                    |                    |                  |                    |   |   |                     |            |            |  |   |                    |                    |                    |
|  |                   | 2                     | Philadelphia Flyers | 4                   |                    |                    |                  |                    |   |   |                     |            |            |  |   |                    |                    |                    |
|  |                   |                       |                     | 4                   |                    |                    |                  |                    |   |   |                     |            |            |  |   |                    |                    |                    |
|  |                   |                       | 8                   | Toronto Maple Leafs | 2                  |                    |                  |                    |   |   |                     |            |            |  |   |                    |                    |                    |
|  | 7                 | Pittsburgh Penguins   | 8                   | Toronto Maple Leafs | 2                  | 1                  |                  |                    |   |   |                     |            |            |  |   |                    |                    |                    |
|  | 7                 | Pittsburgh Penguins   |                     |                     |                    | 1                  |                  |                    |   |   |                     |            |            |  |   |                    |                    |                    |
|  | 8                 | Toronto Maple Leafs   | 2                   |                     |                    |                    |                  |                    |   |   |                     |            |            |  |   |                    |                    |                    |
|  | 8                 | Toronto Maple Leafs   | 2                   |                     |                    |                    |                  |                    |   | 2 | Philadelphia Flyers | 0          |            |  |   |                    |                    |                    |
|  |                   |                       |                     |                     |                    |                    |                  |                    |   | 2 | Philadelphia Flyers | 0          |            |  |   |                    |                    |                    |
|  |                   | 3                     | Boston Bruins       | 4                   |                    |                    |                  |                    |   |   |                     |            |            |  |   |                    |                    |                    |
|  |                   | 3                     | Boston Bruins       | 4                   |                    |                    |                  |                    |   |   |                     |            |            |  |   |                    |                    |                    |
|  |                   |                       |                     |                     |                    |                    |                  |                    |   |   |                     |            |            |  |   |                    |                    |                    |
|  |                   |                       |                     |                     |                    |                    |                  |                    |   |   |                     |            |            |  |   |                    |                    |                    |
|  |                   | 3                     | Boston Bruins       | 4                   |                    |                    |                  |                    |   |   |                     |            |            |  |   |                    |                    |                    |
|  |                   |                       |                     | 4                   |                    |                    |                  |                    |   |   |                     |            |            |  |   |                    |                    |                    |
|  |                   |                       | 6                   | Los Angeles Kings   | 2                  |                    |                  |                    |   |   |                     |            |            |  |   |                    |                    |                    |
|  | 6                 | Los Angeles Kings     | 6                   | Los Angeles Kings   | 2                  | 2                  |                  |                    |   |   |                     |            |            |  |   |                    |                    |                    |
|  | 6                 | Los Angeles Kings     |                     |                     |                    | 2                  |                  |                    |   |   |                     |            |            |  |   |                    |                    |                    |
|  | 9                 | Atlanta Flames        | 1                   |                     |                    |                    |                  |                    |   |   |                     |            |            |  |   |                    |                    |                    |

### Stanley Cup
La finale della Stanley Cup 1977 è stata una serie al meglio delle sette gare che ha determinato il campione della National Hockey League per la stagione 1976-77. I Montreal Canadiens hanno sconfitto i Boston Bruins in quattro partite e si sono aggiudicati la seconda Stanley Cup consecutiva, la ventesima della loro storia.

## Premi NHL
- Stanley Cup: Montreal Canadiens
- Prince of Wales Trophy: Montreal Canadiens
- Clarence S. Campbell Bowl: Philadelphia Flyers
- Art Ross Trophy: Guy Lafleur (Montreal Canadiens)
- Bill Masterton Memorial Trophy: Ed Westfall (New York Islanders)
- Calder Memorial Trophy: Willi Plett (Atlanta Flames)
- Conn Smythe Trophy: Guy Lafleur (Montreal Canadiens)
- Hart Memorial Trophy: Guy Lafleur (Montreal Canadiens)
- Jack Adams Award: Scotty Bowman (Montreal Canadiens)
- James Norris Memorial Trophy: Larry Robinson (Montreal Canadiens)
- Lady Byng Memorial Trophy: Marcel Dionne (Los Angeles Kings)
- Lester B. Pearson Award: Guy Lafleur (Montreal Canadiens)
- Lester Patrick Trophy: John Bucyk, Murray Armstrong, John Mariucci
- Vezina Trophy: Ken Dryden e Michel Larocque (Montreal Canadiens)

### NHL All-Star Team
First All-Star Team
- Attaccanti: Steve Shutt • Marcel Dionne • Guy Lafleur
- Difensori: Börje Salming • Larry Robinson
- Portiere: Ken Dryden

Second All-Star Team
- Attaccanti: Rick Martin • Gilbert Perreault • Lanny McDonald
- Difensori: Denis Potvin • Guy Lapointe
- Portiere: Rogatien Vachon